# Teresa Gimpera
Teresa Gimpera Flaquer (Igualada, Barcelona, 21 de septiembre de 1936-Barcelona, 23 de julio de 2024) fue una actriz, empresaria y modelo española.

## Biografía
Hija de maestros. Nació en Igualada, pero sus padres se trasladaron al distrito de San Andrés, en Barcelona.
Fue descubierta por el fotógrafo Oriol Maspons, quien la presenta a Germán Puig -entonces publicista- que la hace aparecer por primera vez en cine en el spot publicitario del producto de limpieza Vim. En ese entonces Antoni Von Kirchner la bautiza como la chica Vim. Germán Puig ve su potencial, la aconseja, y posteriormente de manos del fotógrafo Leopoldo Pomés, se convierte siendo aún muy joven en modelo profesional, debutando en el cine a mediados de la década de 1960 gracias a la popularidad alcanzada. 
Se convierte en una de las musas de la conocida como Escuela de Barcelona, una corriente cinematográfica que surgió como respuesta al cine español más comercial, con realizadores como Gonzalo Suárez, Vicente Aranda y Jorge Grau.
Durante la década siguiente rueda numerosas películas, trabajando bajo las órdenes de directores tan dispares como Víctor Erice, Vicente Aranda, Mariano Ozores, Jesús Franco, Gonzalo Suárez, Pedro Masó, Antonio Mercero y Pedro Lazaga.
También fue imagen de algunas firmas comerciales cuando más fama tenía, para ser su logo y cara visible. Tal es el caso de la mayor empresa agroalimentaria española del momento, "Conservas La Molinera", radicada en la principal ciudad conservera española, Molina de Segura (Murcia) y propiedad de los hermanos Hernández Pérez, que la contratan como imagen a partir de 1967 y hasta bien entrados los años 80.

Apartada del mundo de la interpretación desde finales de los años 70, funda en Barcelona una escuela de modelos, Gimpera Modelos en 1984; a partir de ese momento sólo de manera puntual vuelve a ponerse ante las cámaras, aunque con resultados notables, como sucedió con los títulos Asignatura aprobada (1987) de José Luis Garci o El largo invierno (1992) de Jaime Camino.
Casada con Octavio Sansanedas, fueron padres de tres hijos, llamados Marc, Job y Joan (este último fallecido). Contrae matrimonio en 1990, en segundas nupcias, con el actor estadounidense Craig Hill, fallecido en 2014.
Semanas antes de su fallecimiento le fue diagnosticado cáncer.  El 23 de julio de 2024 falleció en su casa de Barcelona a causa de esta enfermedad.

## Filmografía
| Año  | Película                                           | Personaje                | Director                    |
| ---- | -------------------------------------------------- | ------------------------ | --------------------------- |
| 2017 | Los del túnel                                      | Camila                   | Pepón Montero               |
| 2016 | La senyora de la 212 (Cortometraje)                | Sra. Roig                | Mateu Ciurana               |
| 2016 | ¡Oh, qué joya!                                     | Ann Joy                  | Ventura Pons                |
| 2011 | Té i fantasmes (Cortometraje)                      | Lavinia                  | Sintu Amat                  |
| 2007 | 2 rivales casi iguales                             | Doña Teresa              | Miguel Ángel Calvo Buttini  |
| 2004 | El segundo nombre                                  | Nana                     | Francisco Plaza             |
| 2001 | Bellas durmientes                                  | Salomé                   | Eloy Lozano                 |
| 2000 | Y decirte alguna estupidez, por ejemplo, te quiero | Abuela de Sara           | Antonio del Real            |
| 2000 | Tomándote                                          | Madre de Gabi            | Isabel Gardela              |
| 2000 | Adiós con el corazón                               | Alicia                   | José Luis García Sánchez    |
| 2000 | Foc al càntir (Cortometraje)                       |                          | Frederic Amat               |
| 1993 | Bon any (... i ara, què?)                          | María Rosa               | Ricard Reguant              |
| 1992 | El largo invierno                                  | Lola de Casals           | Jaime Camino                |
| 1991 | Lolita al desnudo                                  | Francesca                | José Antonio de la Loma     |
| 1990 | Atlantic rendezvous                                | Viuda rica               | Paule Zajdermann            |
| 1989 | La Chute des Aigles                                | Lena                     | Jesús Franco                |
| 1987 | El extranger-oh! de la calle Cruz del Sur          |                          | Jorge Grau                  |
| 1987 | Asignatura aprobada                                | Lola                     | José Luis Garci             |
| 1986 | Olímpicament mort                                  | Teresa                   | Manel Esteban               |
| 1983 | Victoria! 2: El frenesí del 17                     | Doña Isabelina           | Antoni Ribas                |
| 1982 | Los embarazados                                    | Maite                    | Joaquín Coll Espona         |
| 1978 | Carta de amor de una monja                         | Isabel                   | Jorge Grau                  |
| 1978 | Borrasca                                           | Doña Ana                 | Miguel Ángel Rivas          |
| 1978 | La ocasión                                         | Ana                      | José Ramón Larraz           |
| 1978 | Las eróticas vacaciones de Stella                  | Susan                    | Zacarías Urbiola            |
| 1977 | La guerra de papá                                  | Mamá (Mercedes)          | Antonio Mercero             |
| 1977 | Más fina que las gallinas                          | Adela                    | Jesús Yagüe                 |
| 1977 | La menor                                           | Madre de Toni            | Pedro Masó                  |
| 1977 | Clímax                                             | Berta                    | Francisco Lara Polop        |
| 1976 | Las camareras                                      | Isabel                   | Joaquín Coll Espona         |
| 1976 | Último deseo                                       | Berta                    | León Klimovsky              |
| 1976 | La ciudad quemada                                  | Sra. Vallés i Ribot      | Antoni Ribas                |
| 1976 | La querida                                         | Nuria                    | Fernando Fernán Gómez       |
| 1976 | La muerte del escorpión                            | Carmen                   | Gonzalo Herralde            |
| 1976 | Secuestro                                          | Julia                    | León Klimovsky              |
| 1975 | Juego sucio en Panamá                              | Shirley                  | Tulio Demicheli             |
| 1975 | El vicio y la virtud                               | Lina                     | Francisco Lara Polop        |
| 1975 | El mejor regalo                                    | Elena                    | Javier Aguirre              |
| 1975 | Vida íntima de un seductor cínico                  | Sonia                    | Javier Aguirre              |
| 1975 | Strip-tease a la inglesa                           |                          | José Luis Madrid            |
| 1974 | Diez negritos                                      | María                    | Peter Collinson             |
| 1974 | Las correrías del vizconde Arnau                   | Eloisa                   | Joaquín Coll Espona         |
| 1974 | El refugio del miedo                               | Margie                   | José Ulloa                  |
| 1974 | Vida conyugal sana                                 | Marita                   | Roberto Bodegas             |
| 1974 | Perversión                                         | Elvira                   | Francisco Lara Polop        |
| 1973 | Le fils de Marie                                   | La Muerte                | Jacinto Esteva              |
| 1973 | El espíritu de la colmena                          | Teresa                   | Víctor Erice                |
| 1973 | Una breve vacanza                                  | Gina                     | Vittorio De Sica            |
| 1973 | Las estrellas están verdes                         | Olga Cruz                | Pedro Lazaga                |
| 1973 | La tumba de la isla maldita                        | Hannah                   | Julio Salvador y Ray Danton |
| 1973 | El secreto de la momia egipcia                     | Anna de Bitbury          | Alejandro Martí             |
| 1973 | Campa carogna... la taglia cresce                  | Miss Adams               | Giuseppe Rosati             |
| 1973 | Las tres perfectas casadas                         | Leopoldina               | Benito Alazraki             |
| 1973 | Las juergas del señorito                           | Berta - Mónica           | Alfonso Balcázar            |
| 1972 | Las piernas de la serpiente                        | Laura                    | Juan Xiol                   |
| 1972 | Ragazza tutta nuda assassinata nel parco           | Kristy Buyer             | Alfonso Brescia             |
| 1972 | Las colocadas                                      | Julia                    | Pedro Masó                  |
| 1972 | Historia de una chica sola                         | Montse                   | Jorge Grau                  |
| 1972 | La casa de las muertas vivientes                   | Jenny, hermana de Óliver | Alfonso Balcázar            |
| 1972 | La noche de los diablos                            | Elena                    | Giorgio Ferroni             |
| 1971 | Las petroleras                                     | Caroline                 | Christian-Jaque             |
| 1971 | Las amantes del diablo                             | Andrea                   | José María Elorrieta        |
| 1971 | La novicia rebelde                                 | Berta                    | Luis Lucia Mingarro         |
| 1970 | Chicas de club                                     | Mujer en Correos         | Jorge Grau                  |
| 1970 | Helena y Fernanda                                  | Helena                   | Julio Diamante              |
| 1970 | El gran crucero                                    | Lucía                    | José Gutiérrez Maesso       |
| 1970 | Después de los nueve meses                         | Elvira                   | Mariano Ozores hijo         |
| 1970 | El conde Drácula                                   | Madre llorando           | Jesús Franco                |
| 1970 | Aoom                                               | Ana                      | Gonzalo Suárez              |
| 1969 | ¿Quién soy yo?                                     | Claudina                 | Ramón Fernández             |
| 1969 | Forajidos implacables                              | Jane                     | Alberto Cardone             |
| 1969 | El extraño caso del doctor Fausto                  | Esfinge                  | Gonzalo Suárez              |
| 1969 | Matrimonios separados                              | Irene                    | Mariano Ozores hijo         |
| 1969 | La battaglia d'Inghilterra                         | Sheila                   | Enzo G. Castellari          |
| 1969 | Las crueles                                        | Esposa del editor        | Vicente Aranda              |
| 1969 | Viaje al vacío                                     | Denise                   | Javier Setó                 |
| 1969 | Las amigas                                         | Verónica                 | Pedro Lazaga                |
| 1968 | Un día es un día                                   | Chelo                    | Francisco Prósper           |
| 1968 | Cuidado con las señoras                            | Gregoria "Goyita"        | Julio Buchs                 |
| 1968 | ¡Cómo sois las mujeres!                            | Teresa                   | Pedro Lazaga                |
| 1968 | Las secretarias                                    | Paula                    | Pedro Lazaga                |
| 1968 | No le busques tres pies...                         | Patricia                 | Pedro Lazaga                |
| 1967 | Una historia de amor                               | María                    | Jorge Grau                  |
| 1967 | Historia de la frivolidad                          | Eva                      | Narciso Ibáñez Serrador     |
| 1967 | Novios 68                                          | Julia                    | Pedro Lazaga                |
| 1967 | Lucky, el intrépido                                | Cleopatra                | Jesús Franco                |
| 1967 | Wanted                                             | Evelyn Baker             | Giorgio Ferroni             |
| 1967 | Tuset Street                                       | Teresa                   | Jorge Grau y Luis Marquina  |
| 1967 | Spia, spione                                       | Ursula                   | Bruno Corbucci              |
| 1967 | Play-Boy                                           | Teresa                   | Enzo Battaglia              |
| 1966 | Espi... ando                                       |                          | Francisco Ariza             |
| 1966 | Black box affair: il mondo trema                   | Floriane                 | Marcello Ciorciolini        |
| 1966 | Le solitaire passe à l'attaque                     | Machka                   | Ralph Habib                 |
| 1965 | Fata Morgana                                       | Gim                      | Vicente Aranda              |